# Metacrininae
De Metacrininae zijn een onderfamilie van de familie Isselicrinidae, een familie van zeelelies.

## Geslachten
- Metacrinus Carpenter, 1882
- Saracrinus A.H. Clark, 1923